# Малдиви на Светском првенству у атлетици на отвореном 2022.
Малдиви су учествовали на 18. Светском првенству у атлетици на отвореном 2022. одржаном у Јуџину  од 15. до 25. јула седамнаести пут. Репрезентацију Малдива представљао је 1 атлетичар који се такмичио у трци на 100 метара.,
На овом првенству такмичар Малдива није освојио ниједну медаљу али је остварио најбољи резултат сезоне.

## Учесници
Мушкарци:
- Хасан Саид — 100 м

## Резултати

### Мушкарци
| Атлетичар  | Дисциплина | Лични рекорд | Предтакмичење | Предтакмичење | Квалификације | Квалификације | Полуфинале           | Полуфинале           | Финале               | Финале       | Детаљи |
| Атлетичар  | Дисциплина | Лични рекорд | Резултат      | Место         | Резултат      | Место         | Резултат             | Место                | Резултат             | Место        | Детаљи |
| ---------- | ---------- | ------------ | ------------- | ------------- | ------------- | ------------- | -------------------- | -------------------- | -------------------- | ------------ | ------ |
| Хасан Саид | 100 м      | 10,33 НР     | 10,77 кв, ЛРС | 5. у гр. 3    | 10,83         | 8. у гр. 2    | Није се квалификовао | Није се квалификовао | Није се квалификовао | 54 / 67 (71) |        |